# ニウラキタ島
ニウラキタ島（ニウラキタとう、Niulakita）は、ツバル最南端のニウラキタ環礁を構成するただ一つの島。同国を構成する地区のひとつでもある。島内でただ一つの村も同名。
1944年にイギリスがツバルの過密化を緩和させるため購入し、1949年にニウタオ島から移民が到着した。それまでは無人島であった。16世紀以降欧米の航海士や探検家が訪れ、ラ・ソリタリア島、インディペンデンス島、ソフィア島、ロッキー島などさまざまな名称がつけられた。
2002年の国勢調査時点の人口は35名で、村のマネアパ（公民館）で集会が行われる。4箇所の湖沼がある。東西に細長い楕円形で、最高地点の4.6mはツバルの最高標高でもある。